# Андре-Луї Деб'єрн
Андре́-Луї́ Деб'є́рн (фр. André-Louis Debierne, нар. 14 липня 1874, Париж — пом. 31 серпня 1949, Париж) — французький фізик і хімік, першовідкривач хімічного елементу актинію.
Андре-Луї Деб'єрн навчався в елітній Школі індустріальної фізики і хімії в Парижі у Шарля Фріделя. Був близький до П'єра та Марії Кюрі, викладав у цій школі. З 1894 року працював в лабораторії П. Кюрі. У 1899 році, працюючи з відходами уранової смолки, виявив новий хімічний елемент актиній. У 1906 році після смерті П'єра Кюрі активно брав участь у продовженні його робіт спільно з Марією Кюрі. У 1907 році виділив гелій як один з продуктів розпаду актинію. Визначив відносну атомну масу радону. У 1910 році спільно з Марією Кюрі вони виділили чистий зразок солі полонію і отримали зразок металевого радію, остаточно довівши індивідуальність цього елемента. У 1911 у ними був підготовлений перший стандартний зразок чистого хлориду радію для Міжнародного бюро мір і ваг для порівняльних вимірювань радіоактивності. З 1935 року працював в Інституті радію, і був також професором Паризького університету.

## Наукові праці
Основні наукові праці присвячені радіохімії і радіоактивності.
- Sur une nouvelle matière radioactive. Comptes rendus, 129:593-595, 1899.
- Sur un nouvel élément radio-actif: l'actinium. Comptes rendus, 130:906-908, 1900.
- Sur du baryum radio-actif artificiel. Comptes rendus, 131:333-335, 1900.
- Sur la radioactivité induite provoquée par les sels d'actinium. Comptes rendus, 136:446-449, 1903.
- Sur la production de la radioactivité induite par l'actinium. Comptes rendus, 136:671-673, 1903.